# Yonghyeon-dong
Yonghyeon-dong (koreanska: 용현동) är en stadsdel i staden Incheon, 30 km väster om huvudstaden Seoul. Den ligger i stadsdistriktet Michuhol-gu.

## Indelning
Administrativt är Yonghyeon-dong indelat i:
| Namn      | Namn                       | Yta km² | Invånare 31 dec 2020 |
| --------- | -------------------------- | ------- | -------------------- |
| 용현1·4동 | Yonghyeon 1(il)·4(sa)-dong | 1,30    | 18 904               |
| 용현2동   | Yonghyeon 2(i)-dong        | 0,65    | 18 200               |
| 용현3동   | Yonghyeon 3(sam)-dong      | 0,48    | 7 725                |
| 용현5동   | Yonghyeon 5(o)-dong        | 1,89    | 48 799               |